# Mesochorus artus
Mesochorus artus là một loài tò vò trong họ Ichneumonidae.